# لین گنگشین
لین گِـنگشین (انگلیسی: Lin Gengxin؛ زادهٔ ۱۳ فوریهٔ ۱۹۸۸) بازیگر مرد اهل چین است. نام او چند بار در ۱۰۰ سلبریتی چینی فوربز قرار گرفته است.

## فیلم
| سال  | نام                                 | نقش        |
| ---- | ----------------------------------- | ---------- |
| ۲۰۱۳ | کارآگاه جوان دی: ظهور اژدهای دریایی | شاتُ او جُنگ |
| ۲۰۱۴ | تسخیر کوهستان ببر                   | شیائو جیان |
| ۲۰۱۵ | مرد جیان بینگ                       | خودش       |
| ۲۰۱۶ | دیوار بزرگ                          | ژنرال چِن   |
| ۲۰۱۷ | سفر به غرب: بازگشت شیطان            | سان ووکُنگ  |
| ۲۰۱۸ | کارآگاه دی: چهار پادشاه آسمانی      | شاتُ او جُنگ |